# Martin Gardner
Martin Gardner (Tulsa, 21 ottobre 1914 – Norman, 22 maggio 2010) è stato un matematico, illusionista, divulgatore scientifico e debunker statunitense, con interessi variegati che spaziavano dalla filosofia allo scetticismo scientifico. Fu per molti anni il curatore della rubrica "Mathematical Games" sulla rivista Scientific American (la cui versione italiana era  "Giochi Matematici", pubblicata su Le Scienze).
È stato autore di oltre 65 libri e di innumerevoli articoli nel campo della matematica, scienza, filosofia, letteratura.

## Biografia
Martin Gardner nacque a Tulsa, in Oklahoma, figlio di un geologo che lavorava nel campo petrolifero. Fu suo padre a introdurlo al mondo dell'illusionismo, insegnandogli il cosiddetto trucco delle bacchette". Nel giro di poco tempo Gardner iniziò a inventare i propri trucchi, e a sedici anni iniziò a collaborare alla rivista di magia The Sphinx. Il suo primo articolo concerneva la "previsione" di un colore scelto dal pubblico, e comparve sulla rivista nel maggio del 1930. Nel 1935 pubblicò Match-ic, il suo primo libro, una raccolta di trucchi magici realizzabili con i fiammiferi.
Gardner si laureò in filosofia nel 1936 all'Università di Chicago (dove divenne membro della Phi-Beta-Kappa Society); per un certo tempo continuò a seguire le lezioni come allievo post laurea. Prima della seconda guerra mondiale cominciò a lavorare come giornalista per il Tulsa Tribune e per l'ufficio stampa dell'Università di Chicago. Nel 1941 si arruolò nella Marina degli Stati Uniti, dove prestò servizio per quattro anni nel Nord-Atlantico, su una nave ricognitrice che doveva rilevare la presenza di sommergibili nazisti. Finita la guerra ricominciò a lavorare come giornalista free-lance, vendendo brevi storie all'Esquire.
Trasferitosi a New York nel 1947, divenne uno degli editori dell'Humpty Dumpty Magazine. Nei successivi trenta anni (dal 1956 fino al 1986) pubblicò articoli nella rubrica "Giochi matematici" (Mathematical games) dello Scientific American. Al suo ritiro il suo posto fu preso dalla rubrica Metamagical themas (anagramma di "Mathematical games"), curata da Douglas Hofstadter. In questo periodo pubblicò moltissimi libri di illusionismo, giochi, matematica, enigmistica, letteratura. Per un po' (tra la fine degli anni ottanta e l'inizio degli anni novanta) pubblicò una rubrica di storie-rompicapo per il giornale di fantascienza Asimov's Science Fiction, diretto da Isaac Asimov.
Nel 1952 si sposò con Charlotte Greenwald, con cui rimase fino al dicembre 2000, anno in cui lei morì. Ebbero due figli: Jim (diventato professore universitario di psicologia educativa), e Tom (artista). Per un po' i Gardner vissero a Hastings-on-Hudson, nello Stato di New York, in una strada chiamata Euclid Avenue, ma nel 1982 si trasferirono a Hendersonville, a ovest della Carolina del Nord. Dal 2004, all'età di novant'anni, tornò a vivere in Oklahoma a Norman. È scomparso nel 2010 all'età di 95 anni. In suo onore è stato chiamato un asteroide, 2587 Gardner.

## Pensiero
Nel corso della sua lunga vita Martin Gardner ha coltivato interessi profondi e variegati, dalla religione alla matematica, dalla letteratura alla filosofia, passando per l'enigmistica, pubblicando moltissimi testi che hanno dato contributi significativi in diversi di questi settori.

### Scetticismo
Martin Gardner è stato un esponente dello scetticismo scientifico. Faceva parte dello CSICOP, un'organizzazione scettica statunitense che si propone di sottoporre i fenomeni paranormali al vaglio della scienza. Dal 1983 al 2002 ha tenuto una rubrica chiamata Notes of a Fringe Watcher (in origine Notes of a Psi-Watcher) sul giornale dello CSICOP, lo Skeptical Inquirer. Questi articoli sono stati poi pubblicati in cinque libri:
- New Age: Notes of a Fringe Watcher (1988)
- On the Wild Side (1992)
- Weird Water and Fuzzy Logic (1996)
- Did Adam and Eve Have Navels (2000)
- Are Universes Thicker than Blackberries (2003).

In questi articoli Gardner usa la razionalità per analizzare molte pseudoscienze, come l'omeopatia, la numerologia e la teoria della Terra cava.

Ha anche scritto un libro sulle "false credenze" della scienza: Fads and Fallacies in the Name of Science, che è stato a lungo un best seller.

### Teismo filosofico
Martin Gardner scrisse molti articoli di carattere religioso, descrivendo il suo credo come un "teismo filosofico", ispirato alla teologia del filosofo Miguel de Unamuno. Dopo una giovanile affiliazione all'avventismo, Gardner si allontanò dalle religioni organizzate e le criticò spesso, pur conservando la fede in Dio (un Dio la cui presenza però non può essere giustificata razionalmente).

### Matematica
La rubrica "Mathematical Games" (tenuta dal 1956 al 1981) ha divulgato molti argomenti di carattere matematico, come:
- I flexagoni
- Il gioco della vita di John Horton Conway
- I Polimini
- Il Cubo soma
- Il gioco dell'"Hex", creato indipendentemente da Piet Hein e John Forbes Nash
- Il Tangram
- Gli origami
- I labirinti
- Le tassellazioni del piano
- I frattali
- La crittoanalisi e la crittografia

Martin Gardner ha inoltre fatto conoscere al grande pubblico le opere di coloro che hanno più contribuito alla matematica ricreativa, fra cui:
- Piet Hein
- Sam Loyd
- Henry Dudeney
- Lewis Carroll
- Robert Abbott
- Maurits Cornelis Escher
- Douglas Hofstadter
- Raymond Smullyan

### Letteratura
Martin Gardner scrisse diversi racconti per la rivista di fantascienza Asimov's Science Fiction, diretta da Isaac Asimov: si trattava per lo più di un modo originale per presentare i suoi rompicapi, visto che tutte le storie si chiudevano con qualche enigma da risolvere. Martin Gardner ha inoltre divulgato i libri di Lewis Carroll, pubblicando una famosa edizione delle avventure di Alice nel Paese delle Meraviglie e di Attraverso lo specchio e quel che Alice vi trovò con numerose note a margine.
Inoltre Martin Gardner ha anche scritto due libri più letterari: Visitors from Oz basato su Il meraviglioso mago di Oz di Frank Baum, e una raccolta di storie basate su un immaginario numerologo, suo alter ego, chiamato Doctor Matrix (Dr. Irving Joshua Matrix). Con lo pseudonimo Uriah Fuller pubblicò Confessions of a Psychic e Further confessions of a Psychic, rispettivamente nel 1975 e nel 1980, nei quali smaschera i trucchi usati da Uri Geller e da altri sedicenti sensitivi.

### Giochi inventati
Martin Gardner ha inventato e analizzato matematicamente due giochi: il Lewis Carroll's Chess Word Game (sulla base di alcuni appunti trovati nei diari di Lewis Carroll) e il Solomon. Il gioco dell'esapedone inoltre appare nel suo libro A Matchbox Game-Learning Machine in The Unexpected Hanging and Other Mathematical Diversions.

### Enigmistica
Martin Gardner si interessò anche di enigmistica: era convinto, come Borgmann, che la linguistica ricreativa dovesse essere portata allo stesso livello della matematica divertente. In questo campo si interessò in particolare di palindromi (da lui ritenuti un ottimo antidoto all'insonnia): Gardner ne scoprì molti di autori sconosciuti, fra cui uno (di J. A. Lindon) che conterrebbe la più lunga tra le parole reversibili ("Named undenominationally rebel, I rile Beryl? La, no! I tan, I'm O NED, nude man"; la frase è molto improbabile, come molti palindromi, e riguarderebbe il marito di una certa Beryl, che protesta di non vessarla e di abbronzarsi tutto nudo).
È famosa la misteriosa dedica per sua moglie che comparve nel libro New Mathematical Diversions, pubblicato nel 1966:
Alcune persone cercarono di interpretarlo come se fosse una frase in latino, ma in realtà si tratta semplicemente di una frase che letta al contrario e riarrangiando gli spazi diventa: "One more time for Charlotte my love" e cioè: "Ancora una volta per Charlotte, mio amore" (era il secondo libro che le dedicava, dopo Great Essays in Science). Gardner è anche famoso nel mondo dell'enigmistica per aver divulgato il concetto degli alfagrammi, cioè quelle parole le cui lettere vengono riordinate in ordine alfabetico (per esempio l'alfagramma di "parola" sarà "aalopr"), secondo il procedimento che utilizzano i computer per trovare gli anagrammi.
Gardner ne parlò nel 1965 sulla sua rubrica dello Scientific American, chiedendosi quale potessero essere il primo e l'ultimo lemma di un eventuale dizionario di alfagrammi, e quale potesse essere il più lungo lemma che fosse di per sé una parola. Gardner si interessò inoltre di molti altri tipi di giochi di parole, tra cui gli anagrammi (ricavò la definizione anagrammatica di "Errant grid man" dal suo nome Martin Gardner), e il gioco che Lewis Carroll chiamò doublets (in italiano "metagramma"), scrivendo anche articoli teorici sull'argomento, interrogandosi per esempio se fosse possibile istruire un computer affinché crei e risolva giochi enigmistici.

## Celebrazione
Ogni anno, il 21 ottobre, si celebra in tutto il mondo l'Elogio della Mente (Celebration of Mind), una giornata in onore di M. Gardner interamente dedicata ai giochi matematici. La prima ebbe luogo in Italia nel 2010.

## Opere principali

### Libri disponibili in italiano
- Enigmi e giochi matematici vol. I, Sansoni, 1967 (Hexaflexagons and Other Mathematical Diversions: The First "Scientific American" Book of Puzzles and Games, University of Chicago Press, 1959; ristampato, 1988)
- Enigmi e giochi matematici vol. II, Sansoni, 1968 (The Second "Scientific American" Book of Mathematical Puzzles and Diversions, University of Chicago Press, 1961; ristampato, 1987)
- Enigmi e giochi matematici vol. III, Sansoni, 1969 (New Mathematical Diversions: More Puzzles, Problems, Games, and Other Mathematical Diversions, Simon and Schuster, 1966; ristampato dalla Mathematical Association of America, 1995)
- Enigmi e giochi matematici vol. IV, Sansoni, 1975 (Unexpected Hangings, and Other Mathematical Diversions, Simon & Schuster 1968; ristampato dalla University of Chicago Press, 1991)
- Enigmi e giochi matematici vol. V, Sansoni, 1976 (The Sixth Scientific American Book of Mathematical Puzzles and Diversions, Simon & Schuster, 1971)
- Lewis Carroll, Alice, introduzione e note di Martin Gardner, Longanesi, 1971 (The Annotated Alice, Bramhall House Clarkson Potter, 1960)
- Indovinelli nello spazio: dove camminando con le proprie gambe si attraversa il sistema solare, Zanichelli, 1972 (Space Puzzles: Curious Questions & Answers about the Solar System, Pocket Books, 1972)
- Nel nome della scienza, Transeuropa, 1999 (Fads and Fallacies in the Name of Science, Dover, 1957)
- Carnevale matematico, Zanichelli, 1977 (Mathematical Carnival: A New Round-up of Tantalizers and Puzzles from "Scientific American", Knopf Publishing Group, 1975)
- Show di magia matematica. Ancora rompicapo, giochi, passatempi, trucchi e altre arguzie tratte da «Scientific American», Zanichelli, 1980 (Mathematical Magic Show, Vintage 1977; ristampato dalla Mathematical Association of America)
- Sam Loyd: passatempi matematici, volumi 1 e 2, Sansoni, 1980
- Circo matematico, Sansoni, 1981 (Mathematical Circus, Vintage 1979; ristampato dalla Mathematical Association of America)
- L'incredibile dottor Matrix, Zanichelli, 1982 (The Incredible Dr. Matrix: The World's Greatest Numerologist, Charles Scribner's Sons, 1976)
- L'universo ambidestro. Nel mondo degli specchi, delle asimmetrie, delle inversioni temporali, Zanichelli, 1984 (The Ambidextrous Universe: Mirror Asymmetry and Time-Reversed Worlds, Dover, 1980)
- I Misteri della Magia Matematica, Sansoni, 1985 (Mathematics, Magic and Mystery, Dover, 1956)
- Martin Gardner, Enigmi da altri mondi, Sansoni, 1986 (Puzzles from other worlds, Vintage, 1984; collezione di articoli tratti dall'"Isaac Asimov's Science Fiction Magazine")
- Ah! Ci sono! Paradossi stimolanti e divertenti, Zanichelli, 1987 (Aha! Gotcha: Paradoxes to Puzzle and Delight, W.H. Freeman & Company, 1982)
- Enigmi e giochi matematici, BUR Biblioteca Univ. Rizzoli, 2001 (ristampa di Enigmi e giochi matematici vol I-II della Sansoni)
- Scienza, imposture e abbagli. Discorsi su Gödel, esagrammi magici, Cappuccetto Rosso e altri temi matematici e pseudoscientifici, Hoepli, 2005 (Are Universes Thicker Than Blackberries?: Discourses on Gödel, Magic Hexagrams, Little Red Riding Hood, and Other Mathematical and Pseudoscientific Topics, W. W. Norton & Company, 2003; raccolta di articoli tratti dalla rubrica "Notes of a Fringe Watcher" e altro)
- Confessioni di un medium, I Quaderni di Magia, 2008 (Confessions of a Psychic, Uriah Fuller, 1975; trucchi e segreti realmente usati dai più celebri sensitivi)
- Dracula, Platone e Darwin, Zanichelli, 2010 - Capitoli tratti da The Jinn from Hyperspace and other Scribblings both Serious and Whimsical (2008) e da When You were a Tadpole and I was a Fish and other Speculations about This and That (2009)
- La relatività per tutti, Sansoni, 1965 (Relativity Simply Explained, Dover Classics of Science & Mathematics, 1962 - 1997)
- Viaggio nel tempo e altre stranezze matematiche, RBA Italia, 2008 (Time Travel and Other Mathematical Bewilderments by The Mathematical Association of America Washington, 2005)